# Rádio Pioneira
Rádio Pioneira de Teresina, (também conhecida como Rádio Pioneira) é uma emissora de rádio brasileira instalada na cidade de Teresina, capital do Estado do Piauí. Até maio de 2018, era sintonizada na AM 1150 kHz, mudando posteriormente de frequência para FM 88,7 MHz. Dispunha de outro transmissor, inativo desde o início dos anos 2000, capaz de transmitir para boa parte do Brasil na frequência de 5015 kHz, na Onda Tropical de 60 metros. É afiliada à Rede Católica de Rádio, tendo como diretor de rádio o Padre Tony Batista.

## História
A emissora foi autorizada pelo decreto federal nº 50.048, de  24 de janeiro de 1961, e ainda pelo decreto do primeiro-ministro, Tancredo Neves de 12 de outubro de 1961 e entrou no ar em 8 de setembro de 1962 como parte da Fundação Dom Avelar Brandão Vilela.
Na história da rádio AM piauiense percebe-se uma disputa em torno da ideia do ser pioneiro, do ser primeiro, e a questão não é apenas semântica, afinal de contas são duas emissoras plantadas em Teresina, que disputam entre si um mesmo mercado, embora esse viés não apareça na discussão.
O ser pioneiro da Difusora teresinense é respaldado na cronologia, pois a emissora foi inaugurada em 1948, enquanto o da Rádio Pioneira se justifica pela sua programação, já que a emissora nasceu de um projeto da Arquidiocese de Teresina possuindo uma programação com marcas diferentes daquelas de caráter eminentemente comercial, com um programa de educação à distância, nos moldes daqueles promovidos pelo MOBRAL e Projeto Minerva, implantados pelo regime militar. A Rádio Pioneira também prestava outros serviços na defesa dos segmentos sociais menos privilegiados. Destaca-se também ter sido ela a primeira emissora a adquirir um carro e a fazer transmissões radiofônicas a partir dele, uma revolução para a época.

## Participação dos ouvintes
A Pioneira conseguiu construir um modelo de participação que vai além da ligação ao vivo durante o programa. O ouvinte é convidado a opinar sobre tudo na emissora. Para isso, a emissora possui desde 1997 o seu Clube de Ouvintes, composto de sócios que podem interferir nas decisões sobre o conteúdo e a programação da emissora.

## Programação
A Rádio Pioneira possui uma programação voltada para o jornalismo ético e de credibilidade, com uma boa programação musical, além de uma programação voltada aos ouvintes católicos.

## Migração AM para FM
A Rádio Pioneira de Teresina estreou oficialmente na faixa FM no dia 8 de maio de 2018, com uma nova programação similar à que era veiculada na faixa AM; a partir deste dia, é sintonizada na frequência 88,7 MHz.